# Conrad Daniels
Conrad Daniels (Trenton, 11 september 1941) is een Amerikaans darter die uitkwam voor de BDO.
Daniels bereikte de kwartfinale van het World Professional Darts Championship 1978 en verloor van Nicky Virachkul met 4-6.
Daniels hij won titel de finale van de Indoor League 1975 gewonnen de Tony Ridler van Wales, Peter Hobson van Engeland, Phil Obbard van Wales en Cliff Inglis van Engeland.

## Resultaten op wereldkampioenschappen

### BDO
- 1978: Kwartfinale (verloren Nicky Virachkul 4-6)
- 1979: Laatste 24 (verloren van Rab Smith 1-2)
- 1980: Laatste 24 (verloren van Doug McCarthy 0-2)

### WDF
- 1979: Halve finale (verloren van Nicky Virachkul 3-4)
- 1983: Laatste 16 (verloren van Keith Deller 0-4)